# Вилье-ле-Сек
Вилье́-ле-Сек (фр. Villiers-le-Sec) — коммуна во Франции, находится в регионе Нижняя Нормандия. Департамент коммуны — Кальвадос. Входит в состав кантона Ри. Округ коммуны — Байё.
Код INSEE коммуны — 14757.

## Население
Население коммуны на 2010 год составляло 291 человек.
| 1962 | 1968 | 1975 | 1982 | 1990 | 1999 | 2010 |
| ---- | ---- | ---- | ---- | ---- | ---- | ---- |
| 419  | 401  | 295  | 356  | 338  | 300  | 291  |

## Экономика
В 2010 году среди 191 человека трудоспособного возраста (15—64 лет) 143 были экономически активными, 48 — неактивными (показатель активности — 74,9 %, в 1999 году было 58,8 %). Из 143 активных жителей работали 125 человек (68 мужчин и 57 женщин), безработных было 18 (8 мужчин и 10 женщин). Среди 48 неактивных 18 человек были учениками или студентами, 20 — пенсионерами, 10 были неактивными по другим причинам.